# Peugeot 1007
Peugeot 1007 — мінівен, що почав вироблятися на європейському ринку з 2005 року. Його виробництво кінчилось у 2009 році, знайти можна лише на вторинному ринку. Існують такі модифікації:
- Peugeot 1007 1.4 (75 к.с.) 2005-2009;
- Peugeot 1007 1.4 (88 к.с.) 2005-2007;
- Peugeot 1007 1.4  HDi (70 к.с.) 2005-н.ч.;
- Peugeot 1007 1.6 (110 к.с.) 2005-2009;
- Peugeot 1007 1.6 HDi (75 к.с.) 2007-н.ч.

## Опис
Мінівен має декілька бензинових та дизельних силових агрегатів. Бензиновий перелік починає 1.4-літровий 4-циліндровий двигун у версії на 75 к.с. З ним автомобіль розганяється за 14.4 с, витрачаючи 6.6 л/100км у змішаному циклі. Автомобіль з 1.4-літровим двигуном на 88 к.с. розганяється за 13.6 с. Витрата палива 6.4 л/100км у змішаному циклі. Найпотужнішим двигуном бензинового переліку є 1.6-літровий 4-циліндровий двигун на 110 к.с. До 100 км/год розганяється за 11.1 с, витрачаючи  6.9 л/100км у змішаному циклі. Дизельних двигунів два. Першим з них є 1.4-літровий 4-циліндровий HDi на 70 кінських сил. Для розгону йому знадобиться 15.4 с. Витрата пального на рівні 4.7 л/100км у змішаному циклі. Найбажанішим силовим агрегатом у випадку з 1007 став 1.6-літровий 4-циліндровий дизельний двигун HDi зі 110 к.с. Розгін з ним відбувається за 11.4 с. Витрата палива становить 4.8 л/100км у змішаному циклі. Привід у всіх мінівенів 1007 на передні колеса. 

## Безпека
У 2005 році тестувався Peugeot 1007 за Euro NCAP:
| Водій   | Дитина- пасажир | Пішохід |
| ------- | --------------- | ------- |
| 5 зірок | 3 зірки         | 2 зірки |

## Огляд моделі

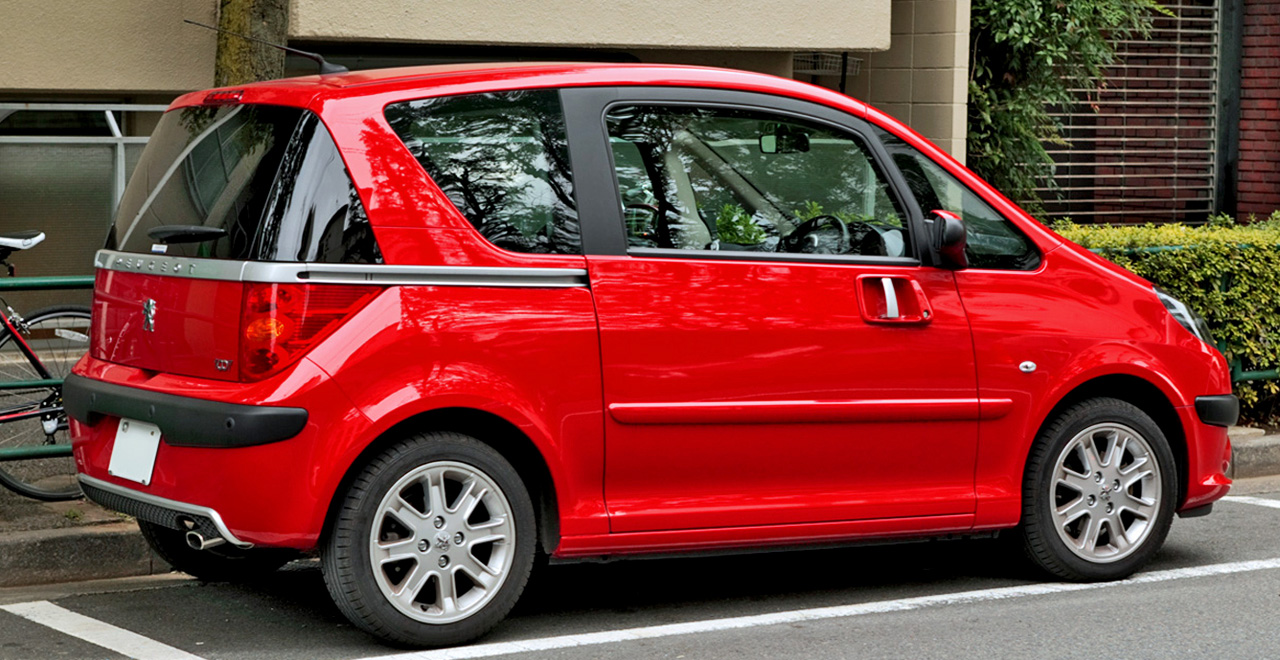
Peugeot 1007 1.6 side
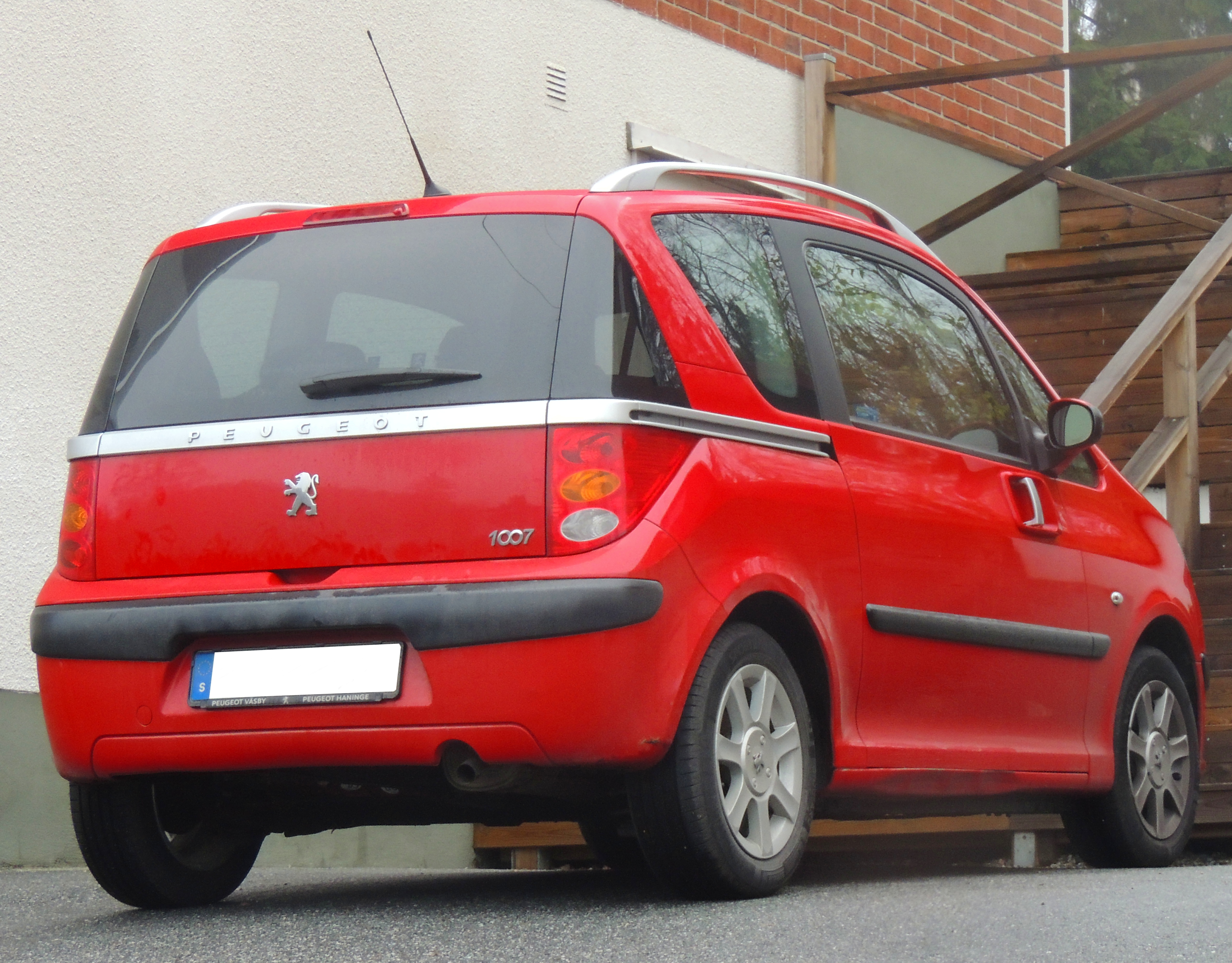
Peugeot 1007 back
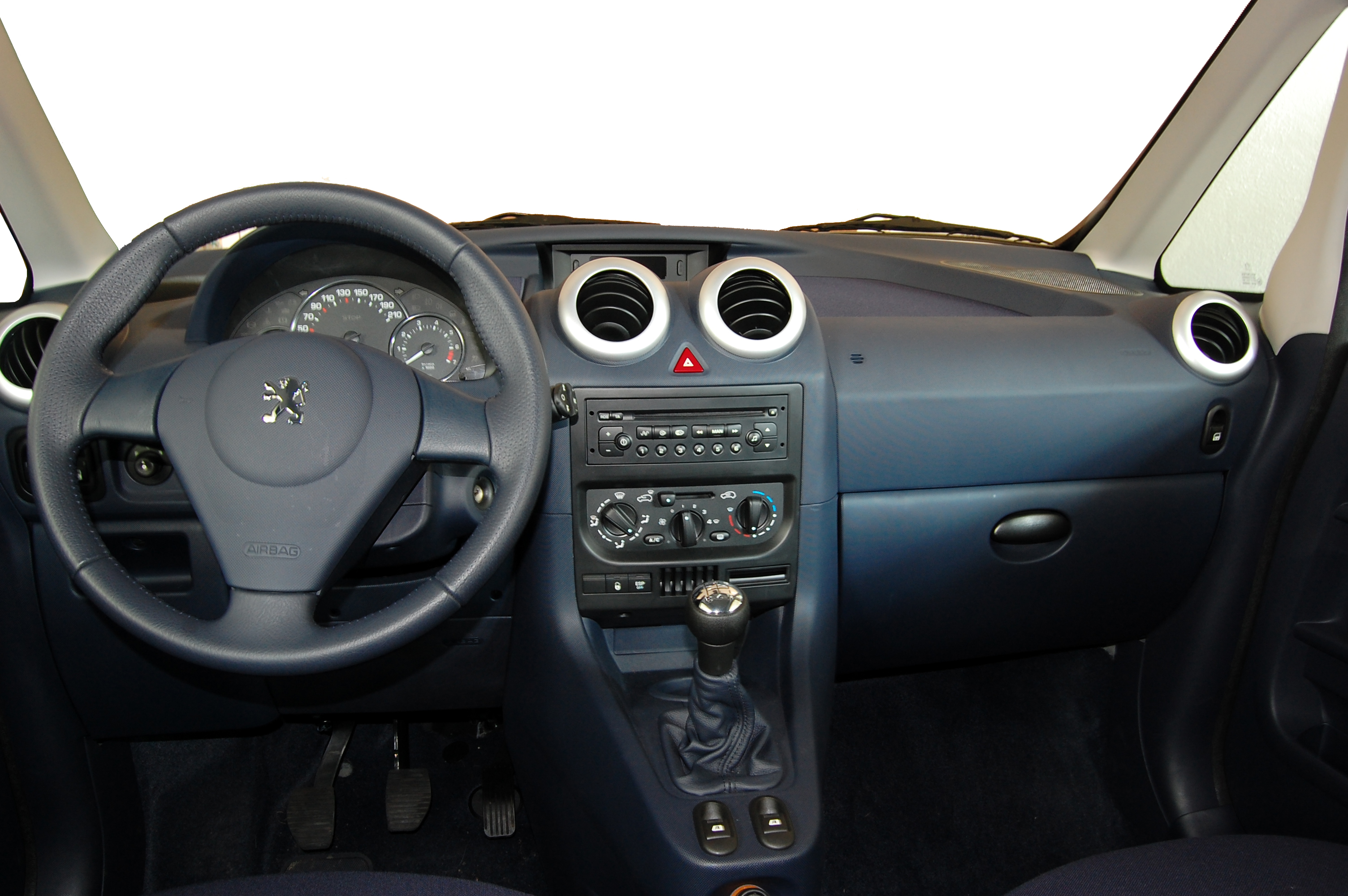
Peugeot 1007 interior